# توبه
توبه در زبان عربی به معنی بازگشت است و در اصطلاحات اسلامی، به معنی بازگشت از گناه به سوی خداوند است. این حالت وقتی رخ می‌دهد که انسان از گناه پشیمان شده و قصد انجام آن را نداشته باشد. توبه را در فارسی «آبیان» می‌گویند.

## توبه نصوح
توبه نصوح توبه‌ای است خالص و بی هیچ عیب و نقص. توبه نصوح مساوی با ترک همهٔ گناهان و انجام تمام واجبات و جبران تمام گناهانی که شخص مرتکب شده‌است؛ زیرا منظور شارع دین اصلاح انسان‌ها است نه سخت‌گیری و شدت عمل.

## مراتب توبه
توبه سه مرتبه دارد: توبه عام و خاص و اخص. توبه عام ترک گناه و سعی در عدم تکرار آن است و خاص آن، توبه از ترک اولی است و اخصّ، توبه از توجه غیر از خداست.
تمام گناهان را می‌توان در سه مرحله خلاصه کرد:
یک. گناهانی که یه صورت ترک عبادات واجبه و طاعات لازمه صورت گرفته‌است مانند ترک نماز، روزه، زکات، خمس، جهاد و…
دو. گناهانی که به صورت تخلف از نواحی حق صورت گرفته و اصطکاکی با حق مردم ندارد مانند: شرب خمر، چشم‌چرانی، زنا قمار، لواط، استمنا و…
سه. گناهانی که علاوه بر نافرمانی از دستورات حق، حقوقی از مردم را ضایع نموده‌است مانند: قتل نفس، سرقت، ربا، غصب، خوردن مال یتیم، رشوه، ضربه زدن به بدن یا مال مردم و…
توبه از گناهان دسته اول، انجام ترک شده هاست: خواندن نماز، گرفتن روزه، رفتن به حج، پرداخت خمس و زکات تمام دورانی که خمس و زکات به انسان تعلق گرفته‌است.
توبه از گناهان دسته دوم، استغفار و پشیمانی و عزم بر ترک جدی نسبت به آن گناهان است به صورتی که انقلاب حال انسان باعث شود که اعضا و جوارح از هوس بازگشتن به گناه بازمانند.
توبه از گناهان دسته سوم، رجوع به مردم و پاک شدن از حقوق آنهاست.

## هدیه خداوند به توبه کنندگان واقعی
براساس آیات قرآن کریم، خداوند کسانی را که موفق به توبه واقعی شوند، را دوست دارد و مورد مغفرت و بخشش قرار می‌دهد و زشتی‌های آنها را به خوبی‌ها تبدیل می‌کند.

## مهلت توبه
مرتضی مطهری در جواب به این سؤال که "تا چه زمان می‌توان توبه کرد؟" با اشاره به حدیث «انینُ الْمُذْنِبینَ احَبُّ الَیَّ مِنْ تَسْبیحِ الْمُسَبِّحین.» چنین پاسخ می‌دهد: خدای تبارک و تعالی، این رحمت مطلقه و کامله فرمود: ناله گنهکاران در نزد من محبوبتر است از تسبیح تسبیح کنندگان. بروید به درگاه خدای خودتان ناله کنید. فکر کنید تا گناهان به یادتان بیاید. به کسی نگویید؛ اقرار به گناه پیش دیگران گناه است، ولی در دل خودتان گناهانتان را در نظر بگیرید. انسان تا در این دنیا هست و رشته حیاتش باقی است و تا وقتی که مرگ مستقیماً به او روی نیاورده است، مهلت برای توبه کردن دارد. تنها در وقتی که انسان در چنگال مرگ گرفتار است و هیچ امیدی به نجات ندارد، توبه مورد قبول واقع نمی‌شود. قبل از آن ساعات و لحظات آخر که در تعبیرات حدیثی «ساعت معاینه» نامیده شده‌است (یعنی لحظه‌ای که انسان مرگ را و جهان دیگر را معاینه می‌کند و به چشم می‌بیند؛ در عین اینکه هنوز زنده است) توبه انسان قبول است ولی در آن لحظات توبه مقبول نیست. همچنان که در عالم آخرت هم توبه معنی ندارد. نه انسان در آنجا حال توبه پیدا می‌کند و نه فرضاً اگر بخواهد توبه کند -که قطعاً توبه واقعی نخواهد بود و فقط یک عمل ظاهری است- توبه او پذیرفته‌است.

## آیات توبه
لفظ توبه و مشتقات آن نزدیک به ۸۷ مرتبه در قرآن ذکر شده‌است. این آیات را می‌توان به ۵ بخش تقسیم کرد:
یک. امر به توبه، دو. راه توبه واقعی، سه. پذیرش توبه، چهار. روی گردانی از توبه و پنج. علت قبول نشدن توبه

## چند حدیث
- پیامبر اسلام: خداوند به توبه بنده گناهکارش از عقیمی که فرزند پیدا کند، و از کسی که گمشده اش را بیابد، و از تشنه ای که بر چشمه آب وارد گردد، خوشحال تر است.[۱۱]
- از پیامبر اسلام روایت است که فرمود: توبه گذشته انسان را از بین می‌برد.[۱۲][۱۳]
- علی بن ابی‌طالب: شفاعت کننده ای کامیاب تر از توبه نیست.[۱۴][۱۵]
- علی بن ابی‌طالب: توبه رحمت خدا را نازل می‌کند.[۱۶]
- روایت است شخصی نزد علی بن ابی طالب رفت. علی از او پرسید: آیا معنای استغفار را می‌دانی؟ سپس چنین بیان فرمود که: اول آن پشیمانی از اعمال گذشته‌است، دوم، عزم هرگز به گناه برنگشتن، سوم آن که حق خلق را به ایشان اداء نمایی تا به هنگام دیدار خدا (کنایه از عالم دیگر) هیچ پیامد بدی بر تو نباشد؛ و چهارم آن که همت گماری بر جبران هر واجبی که ضایع ساخته‌ای و حق آن را اداء نمایی، پنجم آن که ملتزم شوی گوشتی را که از حرام (بر بدنت) روییده، به اندوه آبش کنی تا پوست به استخوان بچسبد و گوشتی تازه بین آن‌ها به‌وجود آید؛ و ششم آن که بدن را درد اطاعت بچشانی، همان گونه که حلاوت معصیت را به آن چشانیدی در این وقت است که می‌گویی استغفرالله.[۱۷]

مرتضی مطهری در مجموعه سخنرانی‌های خود (تحت عنوان توبه) با اشاره به حدیثی با مضمون مشابه این حدیث، دو شرط اول ذکر شده در آن را ارکان توبه (شروط لازم توبه) و دو شرط بعدی را شروط قبول توبه (شروط کافی توبه) و دو شرط آخر را شروط کمال توبه می‌داند.